# Novembro (canção)
"Novembro" é uma canção da cantora brasileira Daniela Araújo. A faixa foi lançada em novembro de 2015 como o nono single do álbum Doze, lançado em janeiro de 2017.[carece de fontes?]
A canção fez parte do projeto 'Eu Componho com Daniela Araújo', em que Daniela escreveu músicas a cada mês de 2015 conforme temas sugeridos pelos fãs e internautas. Em novembro, o público sugeriu "amor ao próximo" como tema para Daniela. A composição e arranjo é de Daniela em parceria com o músico Dani Aguiar, que participou das gravações do disco. A canção foi gravada ao mesmo tempo em que era produzido o single "Outubro", liberado dias antes.
Para a divulgação da faixa, Daniela fez um lyric video baseado num encontro com fãs em São Paulo em dezembro do mesmo ano, e liberado em seu canal no YouTube em janeiro de 2016.

## Faixas
1. "Novembro" - 4:29

## Ficha técnica
Lista-se abaixo os profissionais envolvidos na produção de "Novembro", de acordo com o encarte do disco.
- Daniela Araújo – vocais, composição, produção musical, arranjo
- Dani Aguiar - composição, arranjo, baixo, violão
- Jorginho Araújo - produção musical, teclados, programações
- Cleiton Galvão – guitarras, mixagem
- David Lee – masterização